# 馬自達C族引擎
馬自達C族引擎是1960年代橫跨1980年代由日本馬自達汽車公司研發、生產的往復式活塞汽油引擎，排氣量分別從1.0L至1.8L不等；此系列是該公司最早發展的往復式活塞引擎。

## PC型
排氣量985c.c.的PC型引擎採SOHC、8汽門設計，缸徑70mm、衝程64mm。這具縱置式引擎被設計成前置後驅型式，在外銷版裡可榨出45hp的最大馬力、69 N·m的峰值扭力。車型：
1. 1965年-1967年：馬自達1000 Coupé
2. 1970年-1978年：Familia Presto / 馬自達1000
3. 1977年-1980年：第四代323

## TC型
排氣量1,272c.c.的直列四缸SOHC TC型之壓縮比為1：9.2，缸徑為73mm，衝程76mm，乃自PC型擴缸而來。可達最大馬力87ps / 6,000rpm、最大扭力則為11.0kg·m / 3,500rpm，極速155km/hr。值得注意的是，馬自達基於旋渦吸氣的稀薄燃燒方式，採用排氣再循環（Exhaust Gas Recirculation）技術，其汽化器可控制空燃比自動補正，有效降低排出氣體中的氮氧化物（NOx），因而獲得財團法人汽車技術會的「技術240選」。車型：
1. 1970年-1978年：Familia Presto / 馬自達1300
2. 1971年-1978年：Grand Familia / 馬自達Mizer / 馬自達808 / 馬自達818
3. 1974年-1981年：起亞Brisa
4. 1977年-1980年：第四代323
5. 1977年-1983年：第二代Bongo / E1300
6. 1982年-1984年：大宇Maepsy[3]

## UC型
1,415c.c.的UC型引擎缸徑77mm、衝程76mm，最大馬力70hp。車型：
1. 1977年-1980年：第四代323 / 馬自達GLC
2. 1977年-1983年：第二代Bongo / E1400
3. 1984年-1985年：福特Econovan

## UB型
排氣量1,490c.c.之UB型引擎採直列四缸SOHC設計，缸徑與衝程皆為78mm，最大馬力78ps、最大扭力11.8kg·m；此具引擎後來被更大排氣量的NA型取代。車型：
1. 1966年-1972年：第一代Luce
2. 1970年-1974年：第一代Capella / 馬自達616
3. 1971年-1978年：Grand Familia / 馬自達808 / 馬自達818

## NA型
直列四缸SOHC、排氣量1,586c.c.的NA型引擎，缸徑為78mm、衝程為83mm，配置一具尼崎公司（（日語）株式会社ニッキ）製造的化油器。依不同地區市場特性調校成：
- 日規：最大馬力100hp / 6,000rpm，最大扭力14.0kg·m / 3,500rpm。
- 美規：最大馬力70hp / 5,000rpm，峰值扭力82lb·ft / 3,500rpm。

此外，1970年代為了因應新頒布的汽車廢氣排放標準，改良成「1600AP型」（anti-pollution之意），但馬力輸出卻下降：
- 日規AP型：最大馬力90hp / 6,000rpm，最大扭力13.0kg·m / 3,500rpm[4]。

車型：
1. 1970年-1974年：第一代Capella / 馬自達616
2. 1971年-1978年：Grand Familia / 馬自達808 / 馬自達818
3. 1971年-1975年：第三代Proceed / B1800
4. 1972年-1973年：馬自達808（美國）
5. 1974年-1978年：第二代Capella / 626

## VB型
排氣量1,796c.c.的VB型引擎缸徑78mm、衝程94mm。最大馬力100ps / 5,500rpm，最大扭力15.5kg·m / 3,000rpm。車型：
1. 1966年-1972年：第一代Luce
2. 1970年-1974年：第一代Capella / 馬自達618
3. 1972年-1978年：第二代Luce
4. 1974年-1978年：第二代Capella / 626
5. 1975年-1978年：第三代Proceed / B1800
6. 1978年-1982年：第三代Capella / 626 / 馬自達Montrose

## VC型
排氣量1,769c.c.的VC型引擎採SOHC、8汽門設計，汽缸本體以鐵鑄造，缸徑80mm、衝程88mm。車型：
1. 1973年-1978年：第二代Luce
2. 1975年-1977年：第二代Cosmo / 121
3. 1977年-1981年：第三代Luce

## 外部連結
- （日語）日本の自動車技術240選：マツダSCSエンジン(TC)